# Daytime Emmy Award de la meilleure actrice dans une série télévisée dramatique
Pour les articles homonymes, voir Emmy du meilleur acteur.
Le Daytime Emmy Award de la meilleure actrice dans une série télévisée dramatique (Daytime Emmy Award for Outstanding Lead Actress In A Drama Series) est une récompense de télévision décernée chaque année depuis 1974 par l'Academy of Television Arts & Sciences.

## Palmarès
Note : L'année indiquée est celle de la cérémonie. Les actrices lauréates sont indiquées en tête de chaque catégorie et en caractères gras.

### Années 1970
- 1979 : Irene Dailey pour le rôle de Liz Matthews dans Another World

### Années 2010
- 2010 : Maura West pour le rôle de Carly Tenney dans As the World Turns
  - Sarah Brown pour le rôle de Claudia Zacchara dans Hôpital central (General Hospital)
  - Crystal Chappell pour le rôle d'Olivia Spencer dans Haine et Passion (Guiding Light)
  - Bobbie Eakes pour le rôle de Krystal Carey dans La Force du destin (All My Children)
  - Michelle Stafford pour le rôle de Phyllis Summers Newman dans Les Feux de l'amour (The Young and the Restless)
- 2011 : Laura Wright pour le rôle de Carly Corinthos Jacks dans Hôpital central (General Hospital)
  - Susan Flannery pour le rôle de Stephanie Forrester dans Amour, Gloire et Beauté (The Bold and the Beautiful)
  - Alicia Minshew pour le rôle de Kendall Hart Slater dans La Force du destin (All My Children)
  - Debbi Morgan pour le rôle d'Angie Hubbard dans La Force du destin (All My Children)
  - Michelle Stafford pour le rôle de Phyllis Summers Newman dans Les Feux de l'amour (The Young and the Restless)
  - Colleen Zenk pour le rôle de Barbara Ryan dans As the World Turns
- 2012 : Heather Tom pour le rôle de Katie Logan dans Amour, Gloire et Beauté (The Bold and the Beautiful)
  - Crystal Chappell pour le rôle de Carly Manning dans Des jours et des vies (Days of Our Lives)
  - Debbi Morgan pour le rôle d'Angie Hubbard dans La Force du destin (All My Children)
  - Erika Slezak pour le rôle de Victoria Lord dans On ne vit qu'une fois (One Life to Live)
  - Laura Wright pour le rôle de Carly Corinthos dans Hôpital central (General Hospital)
- 2013 : Heather Tom pour le rôle de Katie Logan dans Amour, Gloire et Beauté (The Bold and the Beautiful)
  - Susan Flannery pour le rôle de Stephanie Forrester dans Amour, Gloire et Beauté (The Bold and the Beautiful)
  - Peggy McCay pour le rôle de Caroline Brady dans Des jours et des vies (Days of Our Lives)
  - Michelle Stafford pour le rôle de Phyllis Summers Newman dans Les Feux de l'amour (The Young and the Restless)
- 2014 : Eileen Davidson pour le rôle de Kristen DiMera dans Des jours et des vies (Days of Our Lives)
  - Katherine Kelly Lang pour le rôle de Brooke Logan dans Amour, Gloire et Beauté (The Bold and the Beautiful)
  - Heather Tom pour le rôle de Katie Logan dans Amour, Gloire et Beauté (The Bold and the Beautiful)
  - Arianne Zucker pour le rôle de Nicola Walker dans Des jours et des vies (Days of Our Lives)
- 2015 : Maura West pour le rôle d'Ava Jerome dans Hôpital central (General Hospital)
  - Peggy McCay pour le rôle de Caroline Brady dans Des jours et des vies (Days of Our Lives)
  - Alison Sweeney pour le rôle de Sami Brady DiMera dans Des jours et des vies (Days of Our Lives)
  - Gina Tognoni pour le rôle de Phyllis Newman dans Les Feux de l'amour (The Young and the Restless)
  - Laura Wright pour le rôle de Carly Corinthos dans Hôpital central (General Hospital)
- 2016 : Mary Beth Evans pour le rôle de Kayla Brady dans Des jours et des vies (Days of Our Lives)
  - Tracey E. Bregman pour le rôle de Lauren Fenmore Baldwin dans Les Feux de l'amour (The Young and the Restless)
  - Kassie DePaiva pour le rôle d'Eve Larson dans Des jours et des vies (Days of Our Lives)
  - Fiona Hughes pour le rôle d'Anna Devane dans Hôpital central (General Hospital)
  - Maura West pour le rôle d'Ava Jerome dans Hôpital central (General Hospital)
- 2017 : Gina Tognoni pour le rôle de Phyllis Newman dans Les Feux de l'amour (The Young and the Restless)
  - Nancy Lee Grahn pour le rôle d'Alexis Davis dans Hôpital central (General Hospital)
  - Heather Tom pour le rôle de Katie Logan dans Amour, Gloire et Beauté (The Bold and the Beautiful)
  - Jess Walton pour le rôle de Jill Abbott dans Les Feux de l'amour (The Young and the Restless)
  - Laura Wright pour le rôle de Carly Corinthos dans Hôpital central (General Hospital)
- 2018 : Eileen Davidson pour le rôle d'Ashley Abbott dans Les Feux de l'amour (The Young and the Restless)
  - Nancy Lee Grahn pour le rôle d'Alexis Davis dans Hôpital central (General Hospital)
  - Marci Miller pour le rôle d'Abigail Deveraux dans Des jours et des vies (Days of Our Lives)
  - Maura West pour le rôle d'Ava Jerome dans Hôpital central (General Hospital)
  - Laura Wright pour le rôle de Carly Corinthos dans Hôpital central (General Hospital)